# Joves des Raiguer
Els Joves des Raiguer van ser una colla castellera  d'Alaró, fundada el 2003 i dissolta entre el 2004 i 2006. Vestien amb camisa de color blau marí.
Varen celebrar el seu bateig en una diada el 28 de juny de 2003, per Sant Pere, conjuntament amb Al·lots de Llevant. En aquesta actuació varen descarregar dos pilars de 4 i estructures de 5 com el 2d5 o 3d5. Per la festa major d'Alaró, on actuaren amb les altres colles de l'Illa varen fer dos intents de 3d6, un dels quals desmuntat. A la 5a diada dels Castellers de Mallorca van descarregar per primer cop el pilar de 4 per sota. Van seguir actuant conjuntament amb les colles Mallorquines fins a la fira d'octubre de 2004, últim registre que es té de la colla, on varen realitzar un Pd4, estructures de 5 i un altre Pd4s.